# Lichtenberger Stadion
Das Lichtenberger Stadion  (auch: Stadion Lichtenberg) war eine Sportstätte im Ost-Berliner Bezirk Lichtenberg (seit 2001 im Ortsteil Lichtenberg). Es wurde zwischen 1914 und 1920 in der damals noch eigenständigen Stadt Lichtenberg nach Plänen von Rudolf Gleye erbaut. 1973 diente das Gelände als Zeltplatz für junge Bauarbeiter. Etwa im Jahr 1990 wurde das Gelände geräumt, Büsche und Bäume breiteten sich aus. Nachdem im Südbereich des Elisabethkrankenhauses aus einem Stück ehemaliger Landwirtschaftsfläche der Landschaftspark Herzberge entstanden war, wurde die Fläche dieses Stadions in die Erweiterungsmaßnahmen einbezogen. So konnte nach umfassenden Rückbaumaßnahmen und Renaturierungsarbeiten das Sportgelände im November 2013 als neue Weidefläche für Rinder eröffnet werden.

## Lage und Ausstattung

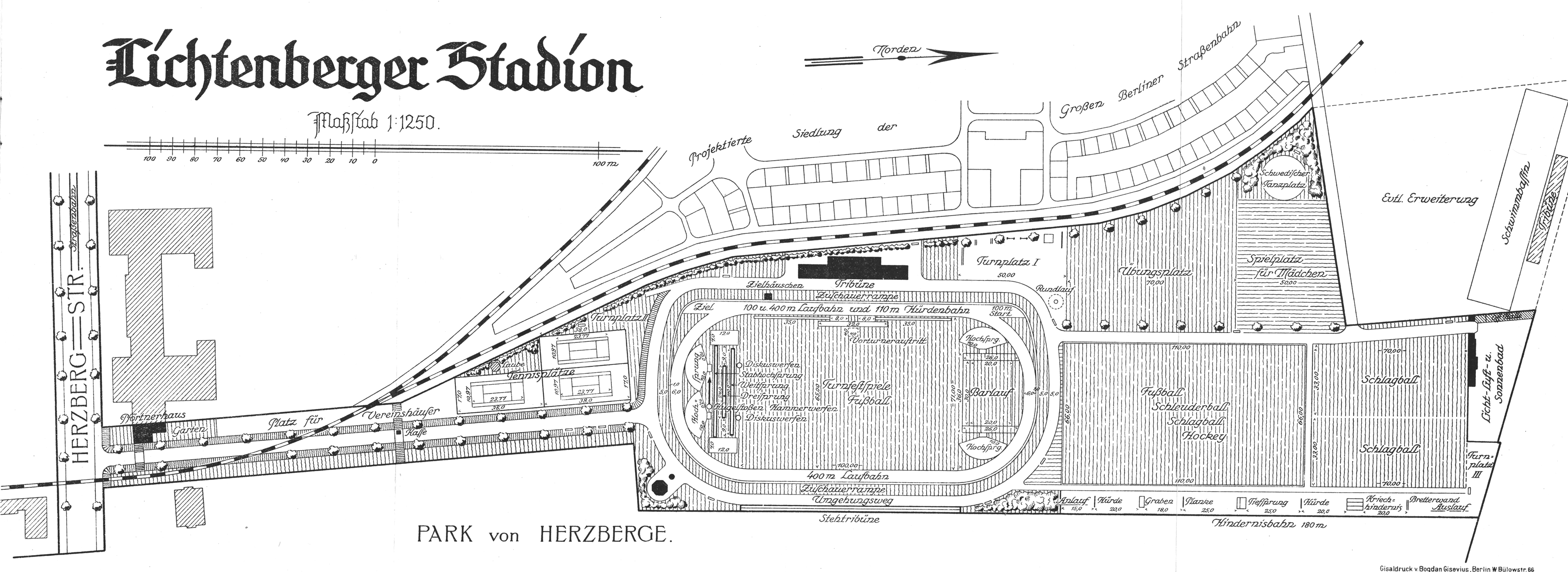
Plan des Lichtenberger Stadions, Juli 1920
(nicht genordet)

Das Stadiongelände befand sich im Norden des heutigen Ortsteils Lichtenberg. Agrarflächen entlang der heutigen Landsberger Allee im Norden, die später bebaut wurden, der östlich gelegene Park der Städtischen Irrenanstalt Herzberge (Standort des Evangelischen Krankenhaus Königin Elisabeth Herzberge) sowie die im Westen verlaufenden Industriebahnanschlüsse für die Betriebe an der Herzbergstraße begrenzten das Sportgelände. Das Stadion war von der südlich gelegenen Herzbergstraße aus über eine Zugangspromenade zu erreichen.
Neben dem eigentlichen Hauptstadion befanden sich auf der Anlage noch mindestens sieben Tennisplätze (weitere vier waren geplant; Realisierung unklar), ein Fußballfeld sowie mehrere Leichtathletik- und Turnübungsplätze. Das Stadion selbst beinhaltete eine ovale 400-Meter-Aschenlaufbahn, die den Fußballplatz sowie mehrere Leichtathletikanlagen umschloss, eine östlich gelegene Stehplatz- und eine westlich gelegene überdachte Sitzplatztribüne. Unter der Stehplatztribüne gab es Umkleide- und Toilettenräume, von denen mehrere Luftschächte auf die Tribüne hinausgingen. Auf der Sitzplatztribüne fanden 700 Zuschauer Platz. Insgesamt hatte das Stadion ein Fassungsvermögen von 20.000 Zuschauern.
In unmittelbarer westlicher Nachbarschaft, getrennt durch die Gleise der bereits erwähnten Industriebahn, befand sich das ebenfalls in den 1920ern erbaute BVG-Stadion, welches noch existiert und die Heimspielstätte des SV Berliner VG 49 ist.

## Geschichte

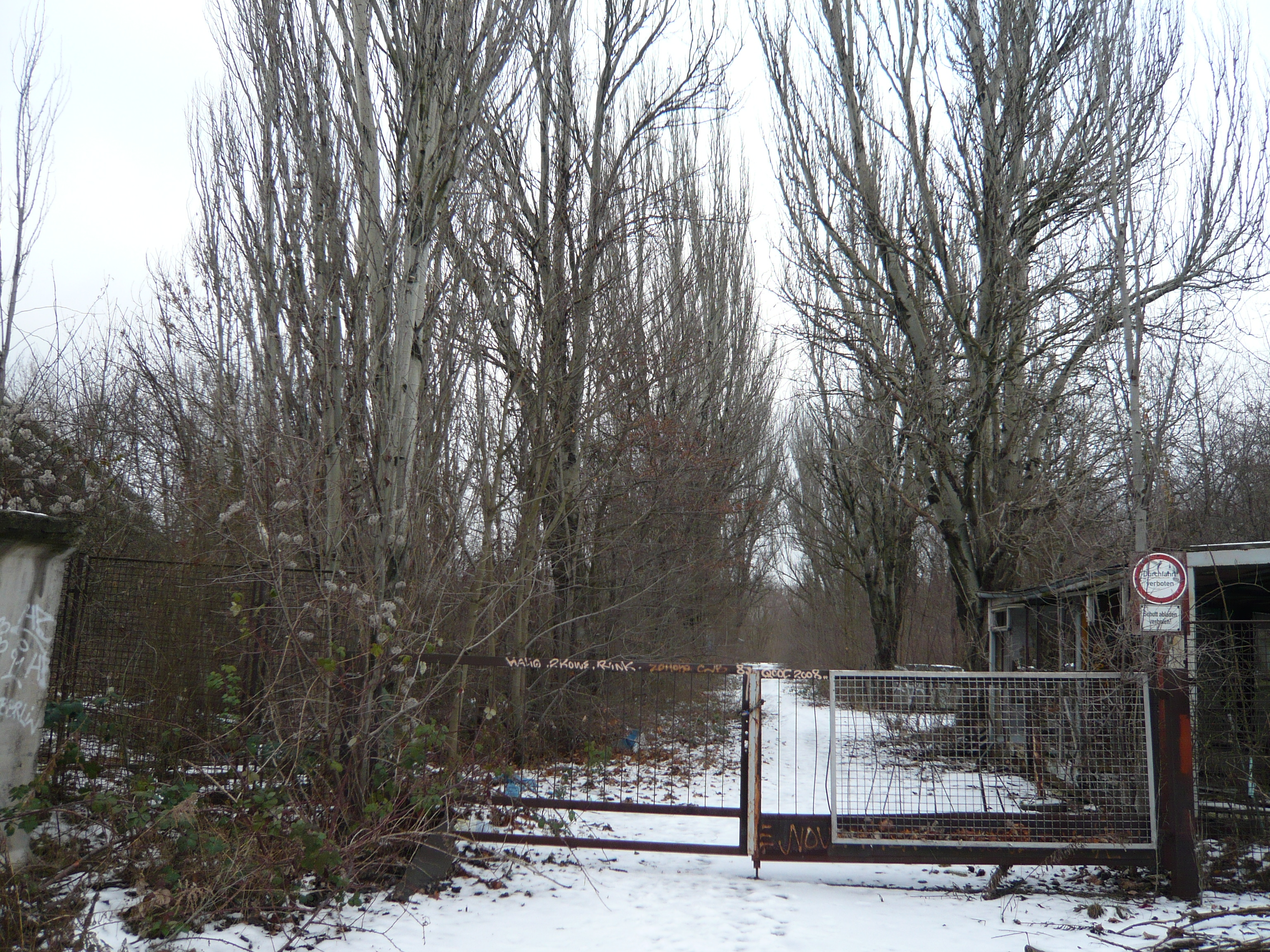
Südlicher Eingang zum Stadion, fotografiert im Januar 2009: die Bäume sind noch die gleichen.

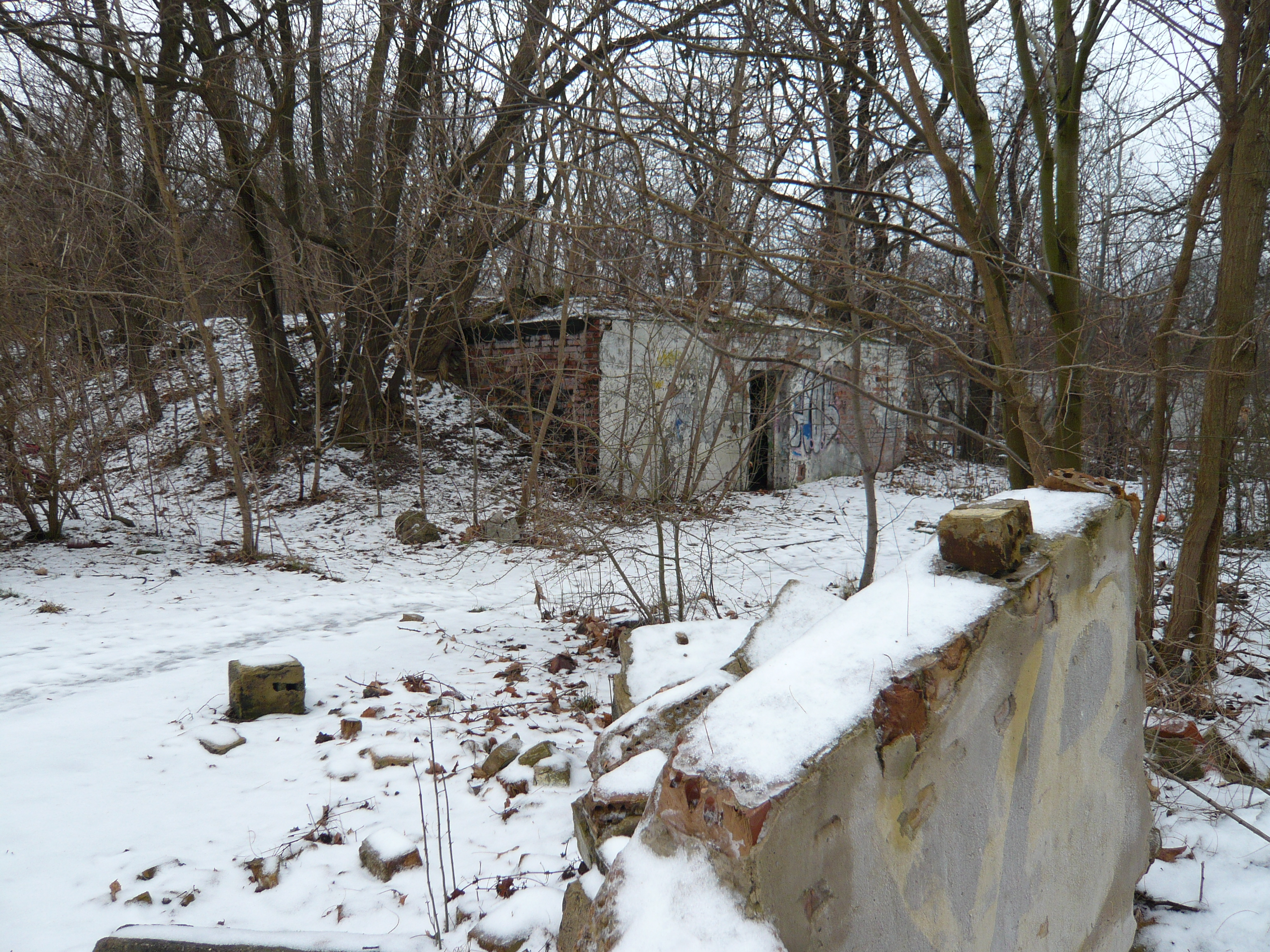
Tribünenrest der östlichen Stehplatzanlage

Aufgrund fehlender Sportstätten in der damals noch eigenständigen Stadt Lichtenberg beschlossen die städtischen Körperschaften am 19. Juni 1913 den Bau einer geeigneten Sportanlage. Im Februar 1914 wurde vom Rittergutsbesitzer Hermann Roeder für 150.000 Mark ein rund 100.000 Quadratmeter großes Grundstück nördlich der Herzbergstraße erworben, auf dem im Herbst desselben Jahres die Erdarbeiten begannen. Jedoch unterbrach der Erste Weltkrieg die Bauarbeiten, sodass diese erst im Frühjahr 1919 wieder aufgenommen und wenig später abgeschlossen wurden. Die Einweihung der Sportstätte samt Trainingsplatz fand am 25. Juli 1920 statt. Dabei hielt der Bezirksbürgermeister Oskar Ziethen die Festrede.
Neben sportlichen Ereignissen wurden im Stadion in den folgenden Jahren auch immer wieder politische Veranstaltungen abgehalten. So fanden hier am 21. und 22. Mai 1925 Kundgebungen des Roten Frontkämpferbundes und des Roten Jungsturmes vor über 40.000 Zuhörern statt. Dabei sprach u. a. auch Ernst Thälmann zum Publikum. Am 9. September 1923 lockte ein Fußballwettkampf zwischen Vertretern des sowjetischen Arbeitersports und des deutschen Arbeiter-Turn- und Sportbundes (unter dem offiziellen Titel „Arbeiter Fussballwettkampf Moskau-Berlin“) ca. 25.000 Zuschauer ins Stadion. Ab etwa 1932 wurden alle Sportplätze dieser Anlage als Trainingsmöglichkeiten für die Teilnehmermannschaften der Olympischen Sommerspiele 1936 in Berlin genutzt.
Bereits zwölf Tage nach dem Ende des Zweiten Weltkriegs in Europa fand am 20. Mai 1945 im Lichtenberger Stadion vor 10.000 Zuschauern wieder ein Fußballspiel statt. Die Mannschaften bestanden aus Soldaten der Roten Armee und vermutlich einer Mannschaft aus den gerade befreiten Zwangsarbeiterlagern, die es in diesem Industrieviertel reichlich gegeben hat. Ab 1946 nutzte die SG Lichtenberg-Nord (Vorgänger des heutigen SV Lichtenberg 47) das Stadion als Heimspielstätte bis zum Ausbau des angestammten Sportplatzes an der Normannenstraße zum Hans-Zoschke-Stadion. Auf Luftbildern vom Dezember 1943 und Dezember 1953 ist zu erkennen, dass das Stadion in den Jahren nach Ende des Krieges grundlegend umgestaltet wurde: Das eigentliche Stadion wurde weiter nach Norden gerückt, die 1943 noch vorhandene Sitztribüne und Bauten am westlichen Rand der Zugangspromenade waren verschwunden. Das Lichtenberger Stadion diente danach zu DDR-Zeiten der BSG Chemie Lichtenberg (heute: TSV Lichtenberg) als Heimstadion, bis es 1973 zu einem Zeltlagerplatz umfunktioniert wurde, der noch bis circa 1989 in Benutzung war. Danach verfiel die Anlage.
Am 20. Mai 2017 wurde eine Erinnerungstafel für die ersten Fußballspiele im Jahr 1945 an der Herzbergstraße 81 am Zugang zum Landschaftspark Herzberge enthüllt.

## Ehemaliges Stadiongelände

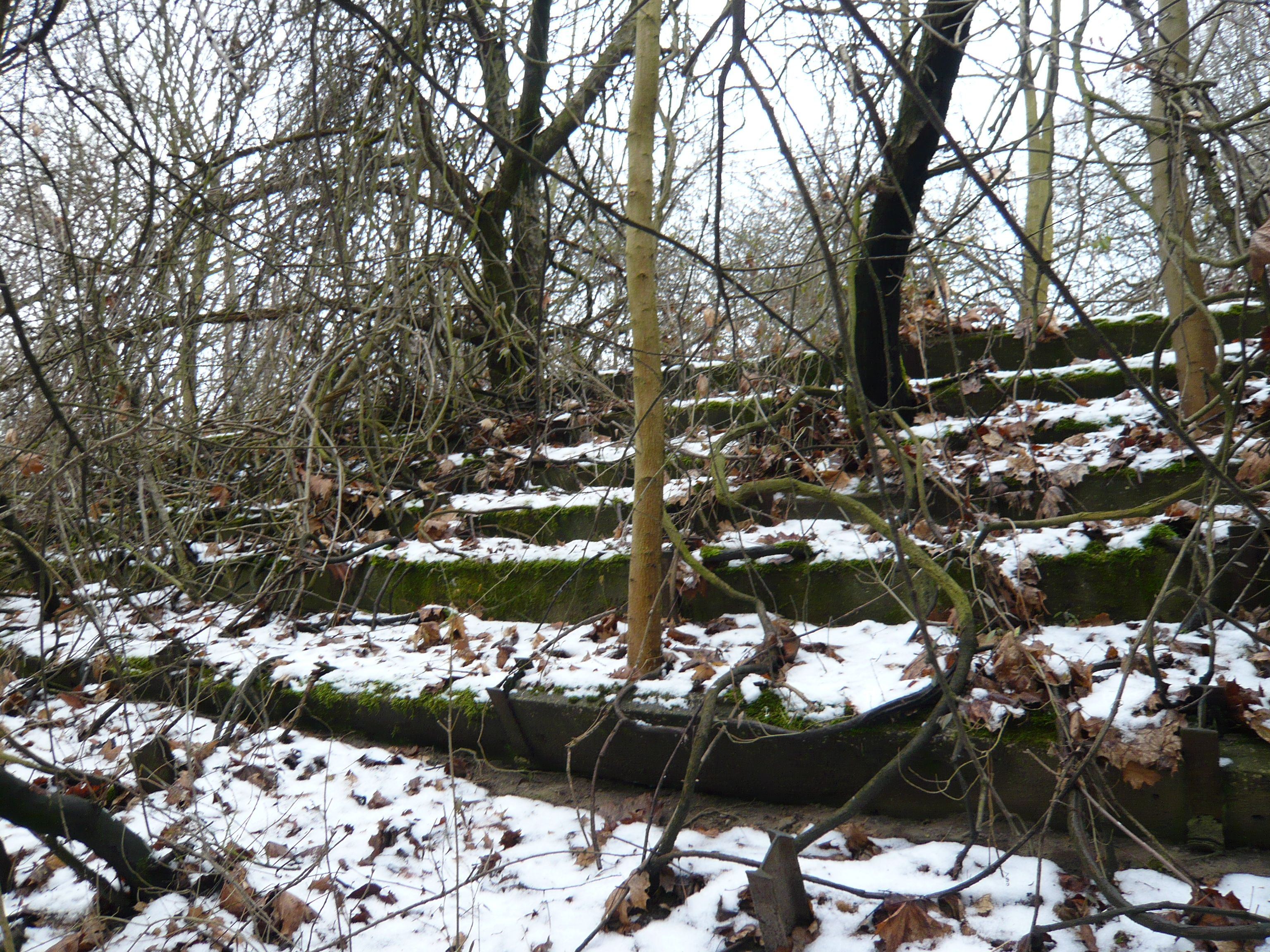
Westliche Tribünen aus den 1960er Jahren

Von dem Stadion ist seit 2012 nichts mehr zu erkennen, bis dahin war es mit Bäumen fast zugewachsen. Einige Erdwälle ließen die sportliche Nutzung der Anlage vermuten. Sämtliche Gebäude, die noch im Jahr 2009 ansatzweise zu sehen waren, sind vollständig abgetragen. Im Zusammenhang mit den Sanierungs- und Renaturierungsarbeiten sind dann wohl auch vermutete Munitionsreste beseitigt worden. Anstelle des Stadions dehnt sich nunmehr der Nordwestteil des Landschaftsparks Herzberge mit neuen asphaltierten Wegen und Ruhepunkten aus.